# Ralston Crawford
Ralston Crawford (5 septembre 1906 – 27 avril 1978) est un peintre, lithographe et photographe américain.
Il est surtout connu pour ses représentations abstraites de la vie urbaine et de l'industrie. Il a enseigné à la Cincinnati Art Academy pendant de nombreuses années. 

## Biographie

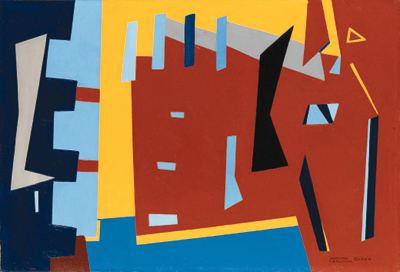
Elevated with Lahaina Color (1949).

Ralston Crawford fréquente l'Académie Colarossi à Paris et a étudié à la Pennsylvania Academy of the Fine Arts.